# 13053 Bertrandrussell
A 13053 Bertrandrussell (ideiglenes jelöléssel 1990 SQ8) a Naprendszer kisbolygóövében található aszteroida. Eric Walter Elst fedezte fel 1990. szeptember 22-én.